# Morgenstern (Drelsdorf)
Morgenstern (dänisch: Morgenstjerne) ist ein Ortsteil im westlichen Teil der Gemeinde Drelsdorf im Kreis Nordfriesland. Er liegt 10 m über dem Meeresspiegel. Er besitzt heute 51 Einwohner (2012). Der Hof Morgenstern der alteingessenen Familie Grünberg besitzt einen Privat-Zoo mit über 200 kleinen und großen Tieren.
Der Ortsname wurde erstmals 1854 schriftlich dokumentiert. Die Benennung geht auf die Waffe des Morgensterns als Hauszeichen zurück, wobei der Hausname zu einem Siedlungsnamen wurde.